# مل غاودان (مقاطعة دشتي)
مل غاودان (بالفارسية: مل‌گاودان) هي قرية تقع في إيران في قسم مركزي الريفي. يقدر عدد سكانها بـ 139 نسمة بحسب إحصاء 2016.